# Plastics Industry Association
Plastics Industry Association (souvent aussi nommée PLASTICS) est une association américaine de lobbyng créée entre les deux guerres (1937) pour défendre les intérêts de l'industrie des plastiques aux Etats-Unis. 

## Histoire
En 1937, l'association est créée sous le nom Society of the Plastics Industry, Inc.. En 2016, l'association se rebaptise Plastics Industry Association (ou PLASTICS).
En 2019, alors qu'environ  300 Millions de tonnes de plastique sont produites chaque année dans le monde, et que l'opinion publique s'émeut des études et reportages qui montrent que l'environnement mondial est largement pollué par les mégots et microdéchets de plastique, PLASTICS perd deux importants adhérents (parmi les plus grands embouteilleurs mondiaux) qui, pour des raisons éthiques, stratégiques et/ou d'image auprès du grand public se désolidarise des positions du lobby , : 
- Coca-Cola, qui aurait pris sa décision de quitter l'association plusieurs mois auparavant, à la suite des pressions exercées par la Plastics Industry Association pour rendre illégales certaines interdictions relatives aux matières plastiques. Face à une demande croissante de sa clientèle et des consommateurs finaux, la firme a expliqué que le lobby a pris des positions « qui ne correspondaient pas pleinement à nos engagements et à nos objectifs » ; Coca Cola a lancé une initiative "Un monde sans déchets" qui l'engage à mieux recycler le plastique de ses bouteilles et bouchons[3] ;
- PepsiCo, qui a annoncé ne pas vouloir  "participer au travail de plaidoyer politique de l'association ou de ses filiales", précisant qu'il quitterait le lobby fin 2019.

## Membres
Les membres du PLASTICS sont regroupés en 4 collèges industriels ; chacun représentant un segment de l'industrie des plastiques :
1. Fournisseurs de matériaux (amont de la filière) ;
2. fabricants d'objets en plastique ;
3. Fabricants d'équipement (moules notamment) ;
4. propriétaires de marques.

## Activités
Outre ses activités de lobbying, l'association organise aussi des évènements internationaux ("international plastics showcase" ) NPE, parmi des foires commerciales triennales (trade show) au profit de tous les acteurs de l'industrie du plastique.  